# Lucas Ven
Lucas Ven (7 april 2001) is een Belgisch voormalig basketballer.

## Carrière
Ven speelde in de jeugd van Leuven Bears en groeide door naar de tweede ploeg. In het seizoen 2020/21 kreeg hij zijn eerste kansen in de eerste ploeg. In het seizoen 2022/23 maakte hij zijn debuut in de BNXT League. Het daarop volgende seizoen speelde hij enkel voor de tweede ploeg van de Bears. Hij stopte na het seizoen 2023/24 met spelen.